# مهمانی خانگی (فیلم ۲۰۲۳)
مهمانی خانگی (به انگلیسی: House Party) فیلم کمدی آمریکایی محصول سال ۲۰۲۳ به کارگردانی کالماتیک و فیلمنامه‌ای از جمال اولوری و استفان گلاور است که به عنوان بازسازی فیلم مهمانی خانگی (۱۹۹۰) عمل می‌کند. در این فیلم توسین کول، جیکوب لاتیمور، کارن اوبیلوم و کید کادی نقش‌آفرینی می‌کنند و داستان آن دو مروج جوان مشتاق کلوب را دنبال می‌کند که به عنوان نظافتچی خانه کار می‌کنند و یک مهمانی را در آخرین محل کارشان (عمارت لبرون جیمز) جشن می‌گیرند.
مهمانی خانگی در ۱۳ ژانویه ۲۰۲۳ توسط برادران وارنر پیکچرز در ایالات متحده منتشر شد. این فیلم نقدهای منفی دریافت کرد و بیش از ۹ میلیون دلار در سراسر جهان فروخت.

## بازیگران
- جیکوب لاتیمور در نقش کوین
- توسین کول در نقش دامون
- کارن اوبیلوم در نقش ونوس
- دی‌سی یانگ فلای در نقش ویک
- چیندو اوناکا در نقش سلای
- شکیرا جانای پای در نقش میکا
- ملوین گرگ در نقش لری
- اندرو سانتینو در نقش پیتر
- آلن مالدونادو در نقش کایل
- روتیمی در نقش گوئیل

### حضورهای افتخاری
- کید کادی
- میا هریسون
- لبرون جیمز
- واتس هومی کوان
- والتر امانوئل جونز
- گاتا
- اسنوپ داگ
- جوونایل
- تیناشی
- کارل آنتونی پین دوم
- تریستن تامپسن
- لیل وین
- اودل بکهام جونیور
- مارک کیوبن
- جمال اولوری
- کیدز اند پلی
- انتونی دیویس
- لنا ویث
- چانسی «هیت-بوی» هالیس
- بیگ شان
- کاروچه تران

## تولید
فیلمبرداری در ۲ ژوئیه ۲۰۲۱ در کالیفرنیا آغاز شد.

## انتشار
این فیلم در ۱۳ ژانویه ۲۰۲۳ توسط برادران وارنر پیکچرز در ایالات متحده اکران خواهد شد. در ابتدا برای اکران دیجیتالی در اچ‌بی‌او مکس در ۲۸ ژوئیه ۲۰۲۲ تنظیم شده بود.

## بازخورد
در وبگاه جمع‌آوری نقد راتن تومیتوز، ٪۲۸ از ۳۹ بررسی منتقدان مثبت است و میانگینِ امتیاز آن ۴٫۶/۱۰ است. اجماع این وبگاه چنین می‌نویسد: «این بازسازی غیرضروری با حفظ همان طرح اولیه، اما تقریباً به‌طور کامل با فراموشی حس سرگرم‌کنندهٔ فیلم اصلی، ثابت می‌کند که مهمانی خانگی نمی‌تواند در برابر خودش مقاومت کند.» این فیلم در متاکریتیک که از میانگین وزنی استفاده می‌کند، بر اساس نظر ۱۵ منتقدین امتیاز ۴۱ از ۱۰۰ را کسب کرده که نشان‌گر «نقدهای مختلط یا متوسط» است.